# Butterflies and Hurricanes
Singles de Muse
Apocalypse Please
(2004) Supermassive Black Hole
(2006)
Pistes de Absolution
Blackout
(9) The Small Print
(11)
Butterflies and Hurricanes est une chanson de l'album Absolution, troisième opus studio du groupe britannique Muse. Il se démarque du reste de l'album par une longue improvisation au piano - d'une inspiration éminemment « Rachmaninov-iesque » - venant perturber le rythme résolument rock du morceau, dont le titre est une référence directe au très connu « effet papillon », qui désigne, dans la théorie du chaos, un évènement minime (le fameux battement d'ailes de papillon) dont le potentiel d'action se retrouve décuplé à long terme, pour aboutir à des conséquences sans commune mesure (la tornade à l'autre bout du monde).
La version du single présente quelques différences notables avec celle de l'album, à savoir une prédominance de la guitare sur le piano, une accentuation des harmonies vocales et une réduction de la longueur totale de l'interlude au piano, cette dernière étant totalement supprimée lors des passages à la radio, réduisant alors le titre à 4:10. La chanson est également dédiée au père de Dominic Howard, décédé peu après la performance du groupe au Glastonbury Festival.

## Développement
« J'y parle de l'espoir ; comment trouver la force de se sortir d'une situation donnée », explique Matthew Bellamy, principal compositeur du groupe. « J'essayais de dénicher un air classique au piano qui pourrait en même temps avoir une texture "rock" et s'allier avec basse et batterie. Il y a cette sorte de "paradiddle" mécanique qui rythme le début, avant de tomber dans la partie romantique, étrangement planante, du milieu du morceau[réf. nécessaire]. »
Le « paradiddle » faisait déjà partie des « brouillons » du chanteur depuis plusieurs années, et le morceau s'échafauda réellement dans un hôtel de Steinway : « Je restais des heures durant sur ce piano, et ce rythme m'est venu, raconte le chanteur. [...] J'ai commencé à jouer ça avec 2 notes constantes, jusqu'à ce que les accords joués en parallèles ont semblé trouver leur place [...]. Finalement, je me suis retrouvé à jouer des accords écrasants de 5 notes avec chacune de mes mains, c'était très pesant. La structure du morceau a découlé de tout ça, alors que je me disais qu'on pouvait bien en faire quelque chose. »
La chanson est interprétée par un orchestre entier lors de l'édition 2007 du Sportif de l'année de la chaîne BBC. Le pianiste américain William Joseph en reprend une version instrumentale sur son album Within (2004). La chanson fait également partie des bandes originales des jeux Formula One 05 ainsi que Need for Speed: Most Wanted (2012), notamment lors des cinématiques d'introduction.

## Liste des titres
| 1. | Butterflies & Hurricanes                           | 5:02 |
| 2. | Butterflies & Hurricanes (Live à Glastonbury 2004) |      |

| 1. | Butterflies & Hurricanes (Remix)                     | 5:00 |
| 2. | Sing for Absolution (Version acoustique BBC Radio 2) | 4:32 |

| 1. | Butterflies & Hurricanes (Version radio) | 4:32 |
| 2. | Butterflies & Hurricanes                 | 5:02 |

| 1. | Butterflies & Hurricanes         | 5:02 |
| 2. | Butterflies & Hurricanes (vidéo) | 5:02 |
| 3. | The Groove in the States (vidéo) |      |
| 4. | "Raw Video Footage"              |      |